# 드래곤빌리지
《드래곤 빌리지》(영어: Dragon Village)는 2012년 1월에  하이브로에서 출시한 스마트폰용 모바일 게임이다.
드래곤 타입은 공방, 체공, 체력, 공격, 방어, 체방등이 있고 속성은 물, 불, 빛, 어둠, 몽환, 신성, 땅 등이 있다. 그리고 기본적인 신 드래곤은 고대신룡과 다크닉스가 있다.

## 같이 보기
- 드래곤빌리지2
- 드래곤 빌리지 M
- 드래곤